# Ojcowie Somascy
Ojcowie Somascy – zakon katolicki założony w 1534 roku przez św. Hieronima Emiliani.

## Historia
Zakon założony w 1534 przez Hieronima Emiliani w celu niesienia pomocy ubogim i potrzebującym. Zatwierdzony na prawie papieskim 1 czerwca 1540. Dom generalny zgromadzenia mieści się w Rzymie.
Obecnie zgromadzenie działa w 23 krajach świata, prowadząc parafie, jadłodajnie, domy dziecka, szkoły, ośrodki wychowawcze, oratoria, punkty pomocy dla osób uzależnionych i samotnych matek. W Polsce znajduje się jeden dom w Toruniu. Zakon  Kleryków Regularnych z Somaski dało Kościołowi 3 kardynałów, 6 arcybiskupów i 27 biskupów.